# Carlos Alberto Vidal (futbolista, 1954)
Carlos Alberto Vidal (nacido en Rosario el 6 de julio de 1954) es un exfutbolista argentino. Jugaba como mediocampista y su primer club fue Rosario Central. Actualmente se dedica a la representación de futbolistas.

## Carrera
Sus primeros partidos en el equipo mayor del canalla fueron durante el Metropolitano 1975, de la mano del entrenador Carlos Griguol. Tras la salida de este perdió consideración, pudiendo volver a sumar partidos durante el Metropolitano 1976; al finalizar dicho torneo fue cedido a préstamo a Atlético Tucumán, no volviendo a jugar en Central, sumando 20 partidos disputados y 5 goles marcados.  En el cuadro tucumano se destacó en la victoria de su equipo ante Boca Juniors en la La Bombonera por 1-0 con gol suyo, en cotejo disputado el 1 de diciembre de 1976.
Pasó luego a Junior de Barranquilla, integrando la plantilla campeona de la Liga colombiana 1977. Continuó su carrera en diversos clubes, hasta su retiro en 1984, defendiendo la casaca de Colón.

## Clubes
| Club                        | País      | Año       |
| --------------------------- | --------- | --------- |
| Rosario Central             | Argentina | 1975-1976 |
| Atlético Tucumán            | Argentina | 1976      |
| Junior de Barranquilla      | Colombia  | 1977      |
| Gimnasia y Esgrima La Plata | Argentina | 1978      |
| Instituto                   | Argentina | 1979      |
| Argentinos Juniors          | Argentina | 1980-1981 |
| Atlas de Guadalajara        | México    | 1981-1983 |
| Huracán                     | Argentina | 1983      |
| Colón                       | Argentina | 1984      |

## Palmarés
| Equipo                 | País     | Título           | Año  |
| ---------------------- | -------- | ---------------- | ---- |
| Junior de Barranquilla | Colombia | Primera División | 1977 |